# Раєвська Софія Миколаївна
Софія Миколаївна Раєвська (19 листопада 1806 — 13 лютого 1881) — молодша дочка російського генерала М. М. Раєвського, фрейліна російського імператорського двору.

## Біографія
Народилася 19 листопада 1806 року. Отримала гарне домашнє виховання.
У 1820 році познайомилась з Олександром Пушкіним в ході сумісної поїздки Раєвських та поета Кавказом. Будучи в той час ще наймолодшою з сестер, скоріш за все, залишилась єдиною, яка не справила на поета враження. За словами Густава Олізара в той час вона була «багатообіцяючою гарною дитиною».
Після того, як брати Софії Олександр і Микола були виправдані у справі 14 грудня 1825 р., уже 1926 року Софія стала фрейліною. У 1835 р. вона разом з матір'ю і сестрою Оленою (1803—1852), яка теж не одружилася, виїхала до Італії. Перед смертю матері Софія наговорила їй щось недобре про сестру Марію. Скоріш за все, Софія не хотіла нашкодити сестрі; вона була доброю дівчиною, проте мала постійне бажання ставити всім строгі оцінки за їх поведінку. Але в результаті мати змінила свій заповіт на користь Волконської.
Отримавши свою частку спадку після смерті батька в 1829 р. і в 1852 р. ставши спадкоємицею Олени, яка померла, Софія Раєвська самотньо жила в своєму маєтку Сунки Черкаського повіту Київської губернії (мала 800 десятин орної землі та 1500 десятин лісу), недалеко від маєтку Сміла Бобринських. Але в 1850 році вона їздила в Іркутськ до сестри Марії спеціально для того, щоб загладити свій вчинок з нею. Було пояснення з Марією та її чоловіком. Стосунки залишились холодними. «Ми одна одну розуміємо, — писала Волконська уже після повернення в Росію, — і не можемо любити одна одну, хоча й підтримуємо видимість добрих стосунків. Але до дітей моїх, — можливо, для заспокоєння власної совісті, — вона ставиться прекрасно, і я їй за це глибоко вдячна».
Софія передплачувала російські і іноземні журнали, з цікавістю обговорювала в своїх листах поточні політичні події в Росії і Європі; особливо її займали підготовка і проведення селянської реформи. У Москві і Петербурзі бувала дуже рідко. Майже всі 420 її листів до старшої сестри Катерини Миколаївни Орлової (1796—1885) написані з Сунків. Розібравшись в господарських справах і розплатившись з боргами по маєтку, Софія Раєвська охоче допомагала грошима старшій сестрі, що було непросто через хворобливу самозакоханість Катерини.
В старості вона гордо писала одному зі своїх племінників: «Я — Раєвська серцем і розумом, наше сімейне коло складали люди найвищого розумового розвитку, і щоденне спілкування з ними не пройшло для мене безплідно». Софія була дійсно розумною та освіченою дівчиною, але за темпераментом вічна «гувернантка»: дуже любила читати всім нотації та повчати всіх. Сестра її Марія Волконська в п'ятдесятих роках писала: «У Софії манера вишколювати вас, звертатися до вас, як до маленької дівчинки, що дуже втомлює, так само як її вічна ажитація. Вона без втоми нагороджує вас проповідями, не маючи для цього ні приводу, ні запрошення».
Софія Раєвська не вступала в шлюб і залишилася цнотливою.
Померла 13 лютого 1881 року.

## Родина
Раєвський Микола Миколайович — батько, російський військовик, герой Вітчизняної війни 1812 року, генерал від кавалерії;
Раєвська Софія Олексіївна — мати, до шлюбу Константинова, внучка М. В. Ломоносова;
Раєвський Олександр Миколайович (1795—1868) — брат, полковник, камергер;
Раєвська Катерина Миколаївна (1797—1885) — сестра, фрейліна, дружина декабриста Орлова;
Раєвський Микола Миколайович (1801—1843) — брат, генерал-лейтенант, учасник Кавказької війни, засновник Новоросійська;
Раєвська Софія Миколаївна — сестра, померла в дитинстві;
Раєвська Олена Миколаївна (1803—1852) — сестра, фрейліна;
Раєвська Марія Миколаївна (1805—1863) — сестра, дружина декабриста Сергія Волконського, поїхала за ним до Сибіру.
Брати Раєвської Софії Миколаївни Олександр і Микола були заарештовані у справі декабристів, в ході слідства приналежність їх до таємного товариства доведена не була. Обидва були звільнені з виправдувальним атестатом.